# Liljor i Saron
Liljor i Saron är ett litterärt verk av Erik Johan Stagnelius. Verket utgavs 1821 i tre häften och består av dikter (häfte I) och dramat Martyrerna (häfte II och III).

## Innehåll

### Häfte I
- Prolog ("Det gifs ett Ord allena")
- Kärleken – Metafysisk lärodikt
- Dialog – Ängeln och själen
- Fången
- Maria
- Bruden
- Lustvandringen
- Stjernorna
- Jorden
- Floden
- Källan
- Korset
- Oraklet
- Liljan
- Vårsånger I-V
- Tårarnes Låf (Efter A.W. Schlegel)
- Skuggan
- Brudgummen
- Samtal

### Häfte II-III
Martyrerna – Dramatisk skaldedikt